# بار ترک
 بار ترک  یا بهر ترک یکی از روستاهای توابع بخش کوخرد شهرستان بستک در غرب استان هرمزگان در جنوب ایران واقع شده‌است. 
جزء بهر در این نام در گویش لارستانی به معنی تپه است.

## محدوده بار ترک
از شمال کوه، از جنوب کوه، از مغرب روستای بار، و از سمت مشرق به روستای چارون محدود می‌گردد..

## جمعیت
جمعیت آن 7 نفر (یک خانوار) در سمت شمال تپه (بُهر) و خانواده‌های دیگر در زیر تپه سکونت دارند.
روستای بهر ترک دارای ۲ باب آب‌انبار برکه است.
این روستا در سر راه لاور شیخ قرار دارد و راه لاور از بهر ترک می‌گذرد. 
در بهر ترک قبری وجود دارد که آن را قبر لُرهَ (یا لوره) می‌نامند..

## فهرست منابع و مآخذ
- محمدیان، کوخردی، محمد ، “ «به یاد کوخرد» “، ج۱. چاپ اول، دبی: سال انتشار ۲۰۰۳ میلادی.
- نگاره‌ها از: محمد محمدیان.
- سلامی، بستکی، احمد.  (بستک در گذرگاه تاریخ)  ج۲ چاپ اول، ۱۳۷۲ خورشیدی.
- عباسی، قلی، مصطفی،  «بستک وجهانگیریه»، چاپ اول، تهران : ناشر: شرکت انتشارات جهان معاصر، سال ۱۳۷۲ خورشیدی.
- بالود، محمد.  (فرهنگ عامه در منطقه بستک)  ناشر همسایه، چاپ زیتون، انتشار سال ۱۳۸۴ خورشیدی.
- الکوخردی، محمد، بن یوسف، (کُوخِرد حَاضِرَة اِسلامِیةَ عَلی ضِفافِ نَهر مِهران Kookherd، an Islamic District on the bank of Mehran River) الطبعة الثالثة، دبی: سنة ۱۹۹۷ للمیلاد.
- مهندس:، حاتم، محمد ، غریب“ «تَاریخْ عَرَب الّهْولَةـ دراسة تاریخیة وثائقیة» “، دولة الکویت، ج۱. چاپ سوم، القاهرة، مصر ، دار‌الأمین للطباعة والنشر والتوزیع، ۸ شارع أبوالمعالی، سال انتشار ۱۹۹۷ میلادی.
- بختیاری، سعید، ،  «اتواطلس ایران»  ، “ مؤسسه جغرافیایی وکارتگرافی گیتاشناسی، بهار ۱۳۸۴ خورشیدی.
- محمد، صدیق «تارخ فارس» صفحه‌های (۵۰ ـــ ۵۱ )، چاپ سال ۱۹۹۳ میلادی.
- اطلس گیتاشناسی استان‌های ایران [Atlas Gitashenasi Ostanhai Iran] (Gitashenasi Province Atlas of Iran)
- محمدیان، کوخردی، محمد ،  (شهرستان بستک و بخش کوخرد) ، ج۱. چاپ اول، دبی: سال انتشار ۲۰۰۵ میلادی.